# 권봉수
권봉수(權鳳洙, 1870년 양력 7월 23일(음력 6월 25일) ~ 1930년 양력 2월 1일)는 대한제국의 관료로서 일제 강점기에 조선총독부 중추원 찬의를 지냈다.

## 생애
궁내부 관리를 지내다가 1905년 무렵부터 활동이 두드러진다. 경무청 경무관, 경무국장 등을 거쳤고 일본 정부로부터 훈장 욱일장을 받았다. 1908년에는 충청북도 관찰사와 충북재판소 판사에도 임명되었다. 일본 유학 이력을 발판으로 일본인들과 가깝게 지내며 출세한 것으로 파악된다.
1910년 한일 병합 조약 체결 후 중추원 찬의에 임명되었다.
2002년 민족정기를 세우는 국회의원모임이 발표한 친일파 708인 명단와 2006년 친일반민족행위진상규명위원회가 조사 발표한 친일반민족행위 106인 명단에 포함되었다. 2008년 민족문제연구소가 선정한 친일인명사전 수록예정자 명단 중추원 부문에도 들어 있다.

## 가족 관계
- 아버지 : 권종흠(權鍾欠)
  - 형 : 권병수(權秉洙)
    - 자녀 : 미상

## 같이 보기
- 조선총독부 중추원

## 참고자료
- 친일반민족행위진상규명위원회 (2006년 12월). 〈권봉수〉 (PDF). 《2006년도 조사보고서 II - 친일반민족행위결정이유서》. 서울. 330~334쪽쪽. 발간등록번호 11-1560010-0000002-10. 2007년 9월 26일에 원본 문서 (PDF)에서 보존된 문서. 2007년 6월 22일에 확인함.